# Віргіліюс Коризна
Віргіліюс Корізна (лит. Virgilijus Koryzna) (21 липня 1959) — перший представник Посольства Литви в Україні в 1992—1993 роках, тимчасовий повірений у справах.
У 1989 році захистив дисертацію кандидата ветеринарних наук на тему «Аліментарна (залізодефіцитна) анемія телят при різноманітних способах гігієни їх вирощування».
На початку 2010-х років очолював компанію, що торгувала меблями в Києві.
2011 року був запрошений на святкування 20-річчя відновлення незалежності Литви та дипломатичних відносин з іншими країнами до Литовського Сейму.